# Санта-Марія-дель-Молізе
Санта-Марія-дель-Молізе (італ. Santa Maria del Molise) — муніципалітет в Італії, у регіоні Молізе,  провінція Ізернія.
Санта-Марія-дель-Молізе розташована на відстані близько 165 км на схід від Рима, 25 км на захід від Кампобассо, 13 км на південний схід від Ізернії.
Населення — 668 осіб (2014).

## Демографія
Населення за роками:

Станом на 1 січня 2023 року в муніципалітеті офіційно проживало 25 іноземців з 8 країн, серед них 7 громадян країн Євросоюзу.

## Сусідні муніципалітети
- Канталупо-нель-Санніо
- Карпіноне
- Кастельпетрозо
- Кастельпіццуто
- Макк'ягодена
- Роккамандольфі